# Euphorbia polycaulis
Euphorbia polycaulis — вид рослин із родини молочайних (Euphorbiaceae), ендемік Ірану.

## Опис
Це сірувато-зелена рослина 10–18 см. Листки щільні, товсті, цілісні, біля основи ослаблені, сидячі, лінійно-ланцетні, гострі. Суцвіття зонтикоподібне. Квітки жовті. Період цвітіння: літо.

## Поширення
Ендемік пн.-зх. й цн.-зх. Ірану. Населяє скелясті схили.